# Myzostoma cuniculus
Myzostoma cuniculus is een ringworm uit de familie Myzostomatidae.
Myzostoma cuniculus werd in 1998 voor het eerst wetenschappelijk beschreven door Eeckhaut, Grygier & Deheyn.